# Rio Grande (Minas Gerais)
De Grande (Portugees: Rio Grande) is een Braziliaanse rivier die ontspringt op de westelijke helling van de Serra da Mantiqueira, op een hoogte van 1.250 meter, in het binnenland van de staat Minas Gerais. De rivier doorloopt iets meer dan 1.300 kilometer voordat zij zich verenigt met de Paranaíba, en zo de Paraná vormt. 
De grote waterstroom wordt veroorzaakt door het flinke niveauverschil en de grote hoeveelheid neerslag in de hoger gelegen regio’s van het hydrografisch bekken. Deze waterstroom verandert de Rio Grande en verschillende van haar zijrivieren in waterwegen waarin elektriciteit wordt opgewekt. De hydro-elektrische centrales leveren een belangrijke bijdrage aan de energievoorziening van het land.

## Stroomgebied
De Rio Grande is bevaarbaar over een lengte van 59 kilometer, op het stuwmeer van de Ilha Solteiradam. Niettegenstaande verschillende obstakels, telt de rivier verschillende geïsoleerde delen die voldoen voor bevaren met grote schepen. Omdat deze delen kort zijn, worden zij niet als waterwegen gebruikt.
De rivier draineert een gebied van 161.000 km2 in de staten Minas Gerais en São Paulo. Vanaf haar hoofdwateren doorloopt de rivier ongeveer 700 kilometer geheel binnen het mijngebied en vanaf haar zijrivier Rio Canoas vormt zij de scheiding tussen São Paulo en Minas Gerais, over een lengte van 600 kilometer.
De Rio Grande kan verdeeld worden in de volgende twee karakteristieke segmenten:
De lage Rio Grande
Vanaf de samenvloeiing met de Rio Paranaiba tot de monding van de Rio Pardo met een totale lengte van 382 kilometer. Heeft hier een flinke breedte, een verval van 42 cm/km, met verschillende watervallen. De diepten tussen de watervallen en stroomversnellingen zijn behoorlijk, meer dan 10 meter op vele punten, zelfs in laag water.
De midden Rio Grande
Van de monding van de Rio Pardo (Grijs) tot de monding van de Rio Cervo (Hert), met een totale lengte van 552 kilometer. De rivier is hier meer dan 350 meter breed, maar smallere delen komen voor. Het verhang is gemiddeld 58 cm/km, met lange segmenten met een gering verval, verbonden door watervallen en stroomversnellingen om het gemiddeld verval te behouden.